# Dornier Mobiler Mast

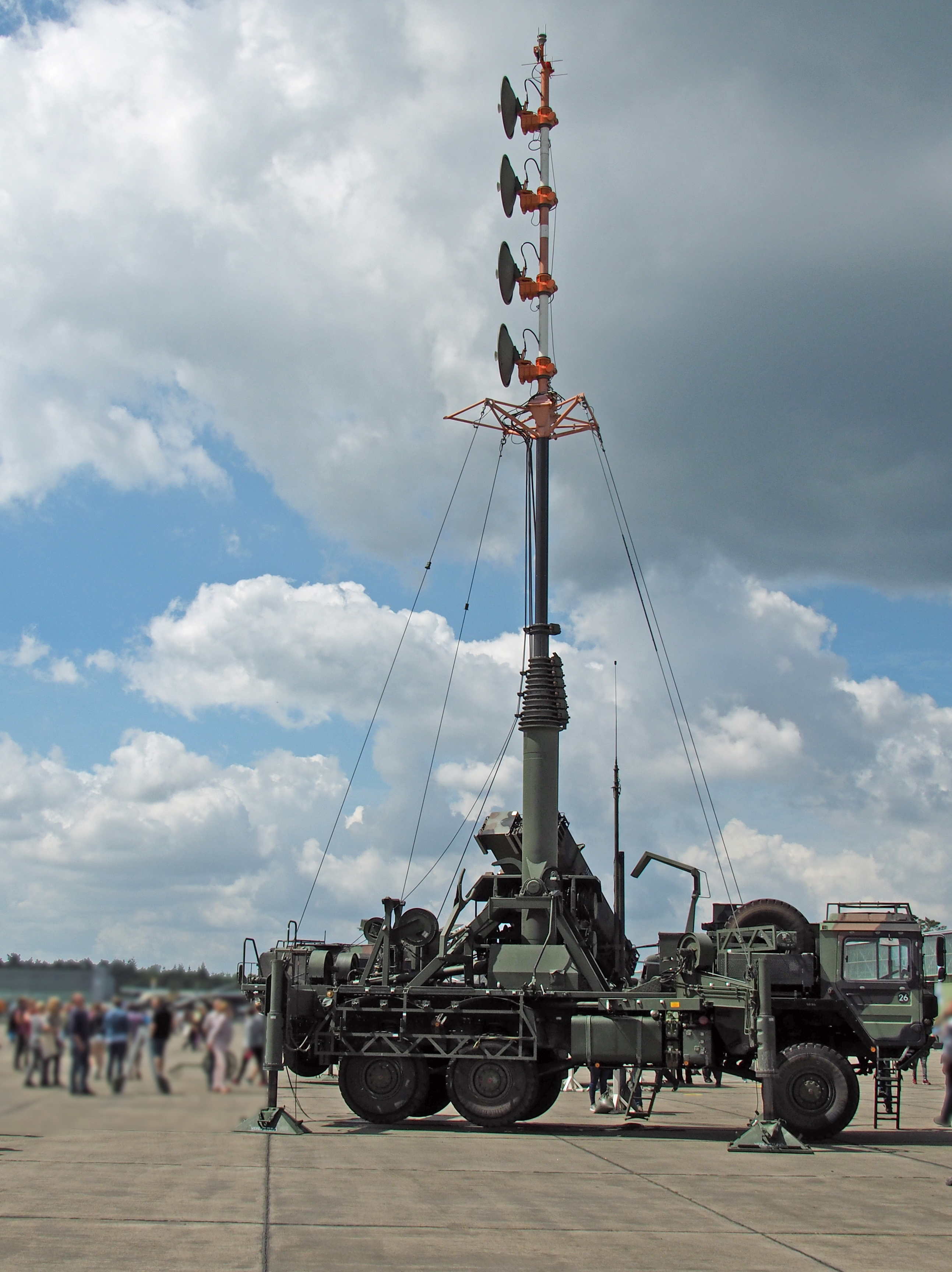
Antennenmastanlage (AMA) des Patriot-Flugabwehrsystems der Bundeswehr im halbausgefahrenen Zustand

Der Mobile Mast ist ein Teleskopmast der Dornier-Werke für terrestrische Funkanwendungen auf Basis von teleskopähnlich ineinandergeschobenen Rohren. Die zugrundeliegende Technologie ist eine Diversifikation/ein Spin-off aus der Raumfahrt.

## Entwicklung
Die Satellitenbauer bei Dornier entwickelten eine Ausfahrvorrichtung, die die Solarmodule von Satelliten entfaltet, nachdem sie ihre Umlaufbahn im Weltraum erreicht haben. Dornier löste das durch teleskopartig ineinandergeschobene Rohre aus kohlenstofffaserverstärktem Kunststoff (CFK), die durch eine Spindel auseinandergezogen wurden und fest einrasteten. Auch das Solarpanel des europäischen Moduls Columbus der Internationalen Raumstation (ISS) wurde auf diese Weise entfaltet.
Dornier nutzte das Prinzip in Aluminiumbauweise dann auch für zivile und militärische Anwendungen auf der Erde und bot ab 1982 mobile und schnell zu errichtende Masten als Antennen- und/oder Sensorträger an. Die Integration auf die Fahrzeuge entwickelte und realisierte die Fa. Doll Fahrzeugbau aus Oppenau. Angeboten wurden ein 40-Meter-Mast auf einem Lastwagen und eine 34-Meter-Ausführung auf einem Anhänger.

## Technisches Prinzip

Prinzip des Teleskopantriebes

Die Mechanik ist auf wenige robuste Bauteile reduziert. Die ineinandergeschobenen und liegend gelagerten Rohre des Teleskopmasten werden aufgerichtet und dann durch eine hydraulisch angetriebene Gewindespindel nacheinander ausgefahren. Zunächst wird das oberste Rohrelement hochgeschraubt und dann am oberen Ende des nächsttieferen Elements eingerastet, wobei dieses an das Gewinde der Spindel gehoben wird, um dann selbst ausgefahren zu werden. Beim Einrasten werden die Rohre zwangsläufig verriegelt. Durch die Überlappung der Rohre ist sichergestellt, dass sie nicht verkanten und bis Windstärken von 85 km/h ein- und ausgefahren werden können. Die Abspannseile und die Antennen-/Sensorkabel wickeln sich automatisch mit ab. Stellmotoren an der Mastspitze richten die Antennen aus. Ein nachträgliches Besteigen des Mastes ist deshalb nicht notwendig. Auch eine Verankerung mit Erdankern ist nicht notwendig, da das Trägerfahrzeug über ausfahrbare Stützen verfügt. Das Mastsystem kann somit in jeder Zwischenhöhe genutzt und von nur zwei Personen in 20 Minuten errichtet oder eingefahren werden. Das Wiedereinfahren beginnt mit dem Rohr an der Basis. Die 40-Meter-Mastanlage hat 11 Rohre im Teleskop, der 34-Meter-Mast hat 8 Rohre.

## Anwendungen

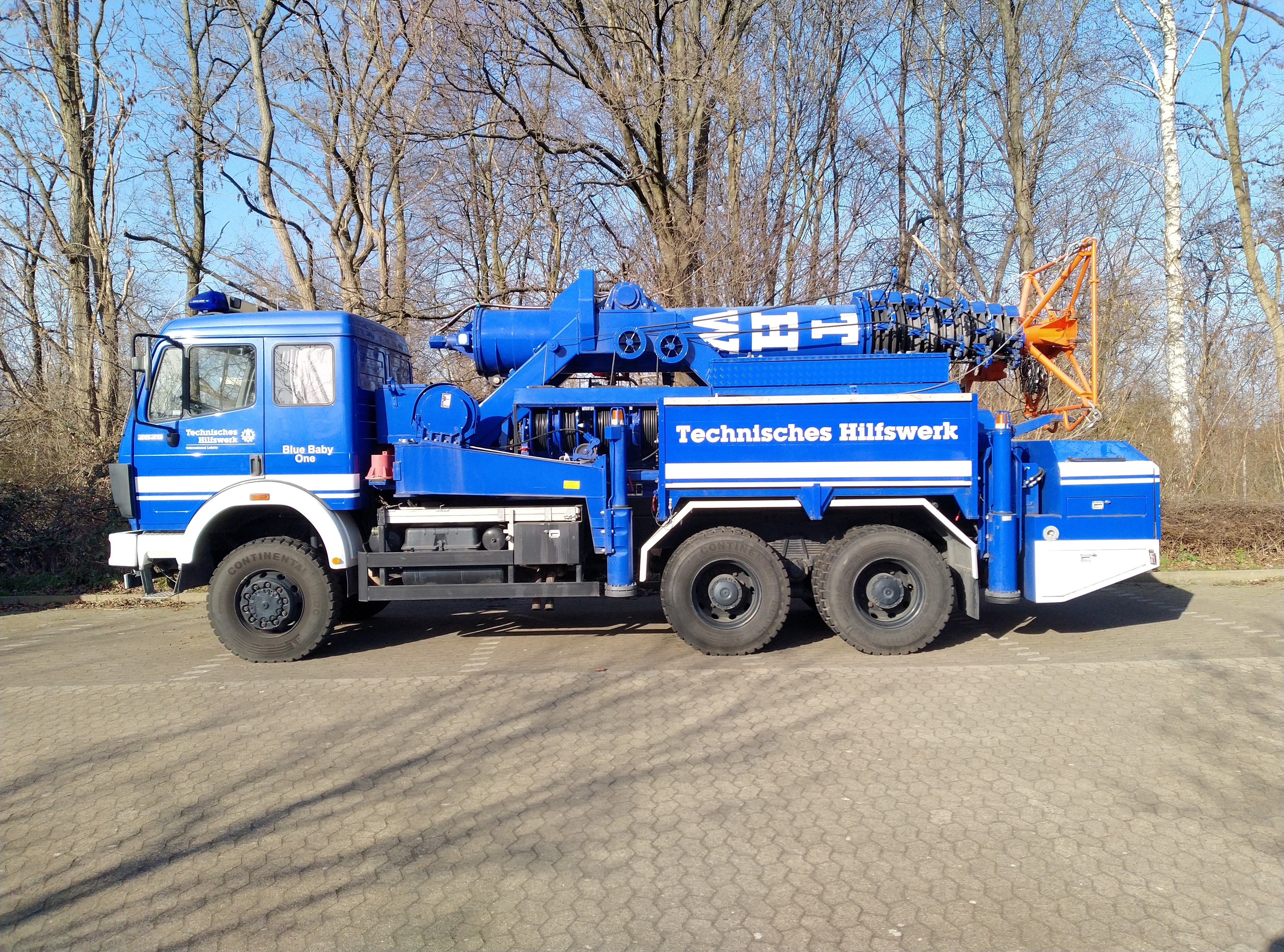
Mastkraftwagen (MastKW) des Technischen Hilfswerkes (THW)

Die Bundeswehr beschaffte 35 dieser mobilen Masten für ihre Patriot- und Hawk-Systeme zum Aufbau des mobilen Richt- und Daten-/Befehlfunkes als sogenannte Antennenmastanlage (AMA)/Antenna Mast Group (AMG). Bei Patriot werden so bis zu vier Abschussrampen fernmelde- und befehlstechnisch miteinander verbunden. Nach Aussonderung des Hawk-Systems sind die Hawk-Masten heute im Rahmen des AutoFue-Systems der Luftwaffe als mobile Antennenmastanlage bei den Fernmeldesektoren der Luftwaffe im Einsatz. Die Deutsche Telekom beschaffte 11 Masten hauptsächlich zum Erkunden und Erproben von Maststandorten für das Mobilfunknetz, benutzt sie als provisorische Lückenfüller oder bei Reparaturen/Abschaltungen stationärer Masten. Fünf dieser Systeme sind zwischenzeitlich in den Besitz des Technischen Hilfswerkes (THW) übergegangen und dienen dort als Mastkraftwagen (MastKW) im Katastrophenschutz. Weitere Stückzahlen sind von Dornier ins Ausland verkauft worden.